# Eleccions municipals de 2007 a Falset
Les eleccions municipals de 2007 a Falset van ser unes eleccions locals que es van celebrar el diumenge 27 de maig de 2007 a Falset, al Priorat, com a part de les eleccions municipals espanyoles. Es van triar els 11 regidors de l'Ajuntament de Falset.

## Sistema electoral
Les eleccions als ajuntaments de l'Estat espanyol estan fixades per celebrar-se el quart diumenge de maig cada quatre anys. El sistema electoral fa servir la regla D'Hondt amb representació proporcional, llistes tancades i una barrera electoral del 5% dels vots vàlids, que inclou els vots en blanc. La votació per a l'assemblea local es basa en el sufragi universal.
En les eleccions municipals, la circumscripció electoral és el municipi i el nombre d'escons (o sigui, regidors) a triar del municipi es determina en funció del nombre d'habitants censats en aquest municipi. En el cas de Falset, en tenir 2.075 persones censades, l'hi correspon 11 regidors.

## Candidatures
L'1 de maig del mateix any, la Junta Electoral de Zona de Reus va proclamar cinc candidatures del municipi de Falset en el Butlletí Oficial de la Província de Tarragona.
| Partit polític | Partit polític                                             | Cap de llista | Llista de candidats |
| -------------- | ---------------------------------------------------------- | ------------- | ------------------- |
|                | Esquerra Republicana de Catalunya-Acord Municipal (IpF-AM) |               | Llista              |
|                | Partit dels Socialistes de Catalunya (PSC-PM)              |               | Llista              |
|                | Convergència i Unió (CiU)                                  |               | Llista              |
|                | Plataforma per Catalunya (PxC)                             |               | Llista              |
|                | Partit Popular Català (PP)                                 |               | Llista              |

## Jornada electoral

### Constitució de les meses
En aquell moment, Falset tenia una població de 2.717 habitants, dels quals 2.075 persones van ser cridades a votar en alguna de les 4 meses que es van constituir al municipi.

### Participació
La participació en aquestes eleccions va ser de 76,2%, el qual cosa implica que un total de 1.581 ciutadans del municipi van decidir exercir el seu dret a vot. Comparant aquesta participació amb la mitjana catalana, Falset va registrar una xifra molt més alta, situant-se en 22,3 punts percentuals per sobre.
A continuació, es presenta una taula amb els percentatges de participació registrats a diferents hores del dia de les eleccions:
| Hores              | Falset         |
| ------------------ | -------------- |
| Participació (14h) | 38,0% ( -3,8%) |
| Participació (18h) | 55,6% ( -6,4%) |
| Participació (20h) | 76,2% ( -4,7%) |